# Трофео Серра-де-Трамунтана 2025
34-й выпуск  Трофео Серра-де-Трамунтана — шоссейной однодневной велогонки по дорогам Испании. Гонка прошла 31 января 2025 года в рамках Европейского тура UCI 2025 (категория 1.1) и 34 Вуэльты Майорки. Победу одержал немецкий велогонщик Флориан Шторк.

## Участники
На участие в гонке заявлено участие 25 команд: 8 команд категории UCI WorldTeam, 12 ProTeam и 5 континентальных.
| UCI WorldTeams (8)- Intermarché-Wanty - UAE Team Emirates XRG - Red Bull-BORA-hansgrohe - XDS Astana Team - Movistar Team - Cofidis - Arkéa-B&B Hotels - EF Education-EasyPost UCI ProTeams (12)- Burgos-Burpellet-BH - Euskaltel-Euskadi - Equipo Kern Pharma - Tudor Pro Cycling Team - Caja Rural-Seguros RGA - Lotto - Q36.5 Pro Cycling Team - Team Flanders-Baloise - Team TotalEnergies - Unibet Tietema Rockets - Uno-X Mobility - VF Group-Bardiani CSF-Faizanè UCI Continental Teams (5)- XSpeed United - Anicolor/Tien 21 - Illes Balears Arabay - Petrolike - Project Echelon Racing |
| |

## Маршрут
В этом году маршрут стал менее сложным, чем обычно. В процессе гонки участникам предстоит преодолеть три подъёма: Коль-де-Са-Баталла, Коль-де-Пуиг-мажор (с более пологой стороны) и Коль-де-Сольер. Однако, последний подъём находится в 38 километрах от финиша. После развилки в Сельве дорога станет в основном плоской (за исключением небольшого последнего подъёма), что даст возможность тем, кто отстал от лидеров во время предыдущих подъёмов, восстановить свои позиции.

## Ход гонки
С самого начала гонка проходила в сложных погодных условиях: время от времени шёл дождь, а температура воздуха держалась около 11 градусов Цельсия. Это создавало трудности для гонщиков и увеличивало риск на спусках. Ключевыми этапами стали подъёмы на Коль-де-са-Батайя (2-я категория, 8 километров при уклоне 4,9%), Коль-де-Пуч-Майор (2-я категория, 8,3 километра при 4,1%) и Коль-де-Сольер (2-я категория, 7,7 километра при 5,6%). На Коль-де-Сольер произошло ключевое событие, определившее судьбу дня. Диего Улисси из команды XDS-Астана и Антониу Моргадо из UAE Team Emirates XRG атаковали и оторвались от основной группы из девяти гонщиков. Им удавалось сохранять преимущество в 20 секунд. Среди преследователей были такие именитые спортсмены, как Джон Барренетчеа из Movistar, Рауль Гарсия Нога из Arkéa-B&B Hotels, Ян Кристен из UAE Team Emirates XRG, Роджер Адриа из Red Bull-Bora-Hansgrohe и Марк Хирши из Tudor Pro Cycling. Однако спуск с Коль-де-Сольер на мокром асфальте стал решающим моментом. Моргадо рискнул больше, чем Улисси, и ему удалось оторваться в одиночку, получив преимущество в 25 секунд за 26 километров до финиша. Группа из шести гонщиков начала преследование и догнала португальца из ОАЭ Эмирейтс за 12 километров до финиша. Позже группа отрыва расширилась до 12 гонщиков, среди которых были Барренетчеа, Улисси, Гарсия Нога, Моргадо, Хирши, Хельгаард и Уго де ла Калле из команды Burgos-Burpellet-BH. Они хорошо сотрудничали, что позволило лидеру гонки оставаться стабильным до последних километров. Когда финишная черта приближалась, и все указывало на спринт на последнем спуске в Сельве, Флориан Сторк из Tudor Pro Cycling удивил всех своей атакой за 2,5 километра до финиша. Он сумел оторваться от группы. Мартин Марчеллузи из VF Group-Bardiani CSF-Faizanè попытался отреагировать и начал атаку, но ему не удалось догнать немца, который пересек финишную черту с преимуществом в 17 секунд. Позади норвежец Маркус Хельгаард из Uno-X Mobility замкнул подиум, отстав на 23 секунды. Он возглавил группу, в которой лучшим испанцем был Джон Барренетчеа из Movistar, занявший четвёртое место с тем же временем, что и норвежец. Рауль Гарсия Нога из Arkéa-B&B Hotels, ещё один из главных героев дня, финишировал пятым, также отставая на 23 секунды.

## Результаты
| \| Генеральная классификация \| Генеральная классификация \| Генеральная классификация \| Генеральная классификация \| Генеральная классификация \| \| Гонщик \| Гонщик \| Команда \| Время \| \| \| ------------------------- \| ------------------------- \| ------------------------- \| ------------------------- \| ------------------------- \| |        |         |       |
| |        |         |       |
| Источник: ProCyclingStats |        |         |       |
| Генеральная классификация |        |         |       |
| Гонщик | Гонщик | Команда | Время |